# 열아홉 순정 (영화)
열아홉 순정은 1971년 공개된 대한민국의 영화이다.

## 배역
- 박지영
- 신성일
- 한문정
- 남미리
- 한은진
- 전영주
- 박조양
- 안혜원
- 양춘
- 조덕성
- 김웅
- 임성포